# Berndorf, Österrike
Berndorf är en stadskommun  i distriktet Baden i förbundslandet Niederösterreich i Österrike. Kommunen hade cirka 9 100 invånare (2018). Kommunen har 8 944 invånare (2024).